# St. Juliana (Sachsenburg)

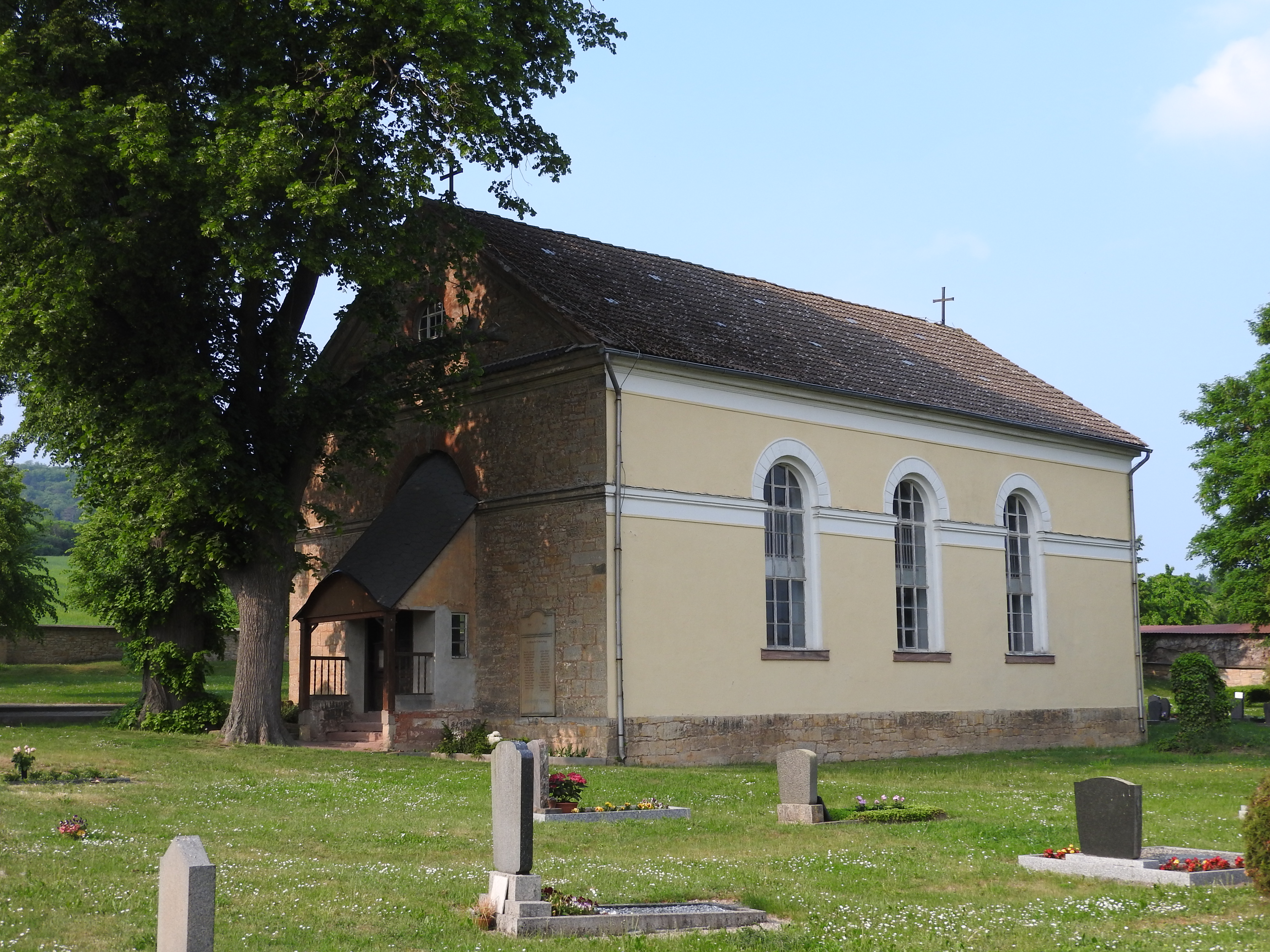
St. Juliana in Sachsenburg

Die evangelische Dorfkirche St. Juliana steht im Ortsteil Sachsenburg von An der Schmücke im Kyffhäuserkreis in Thüringen.

## Geschichte
Das Gotteshaus wurde 1838 bis 1840, anstelle der wegen Baufälligkeit abgerissenen Kirche zum Heiligen Kreuz, als klassizistischer turmloser Rechteckbau mit Satteldach gebaut. Aus dem Vorgängerbau wurden Spolien und Grabplatten in das neue Haus übernommen.
Die Fassade ist durch Rundbogenfenster mit Sprossen und horizontalen Gesimsbändern aufgelockert gestaltet.
Die Kirche ist mit Altar, Taufständer, Lesepult, Emporen und Orgel sowie einer Gedenktafel für die Kriegsopfer ausgestattet.